# Єлизавета Саксен-Альтенбурзька (1865–1927)
Єлизавета Саксен-Альтенбурзька (нім. Elisabeth von Sachsen-Altenburg), повне ім'я Єлизавета Августа Марія Агнеса Саксен-Альтенбурзька (нім. Elisabeth Auguste Marie Agnes von Sachsen-Altenburg, 25 січня 1865 — 24 березня 1927) — велика княгиня Російської імперії, уроджена принцеса Саксен-Альтенбургу з Ернестинської лінії Веттінів, донька принца Саксен-Альтенбурзького Моріца та принцеси Саксен-Майнінгенської Августи, дружина великого князя Російської імперії Костянтина Костянтиновича Романова. Троє з її синів загинули у липні 1918 року в Алапаєвську під час Громадянської війни в Росії. У жовтні 1918 року відпливла до Швеції на кораблі «Онгерманланд». Останні роки життя провела у Німеччині.

## Біографія

### Дитинство та юність
Єлизавета народилась 25 січня 1865 року у Майнінгені, на батьківщині матері, у часи правління свого діда Бернхарда II. Була другою дитиною та другою донькою в родині принца Саксен-Альтенбурзького Моріца та його дружини Августи Саксен-Майнінгенської. Мала старшу сестру Марію Анну, молодших — Марію Маргариту та Луїзу Шарлотту й брата Ернста.

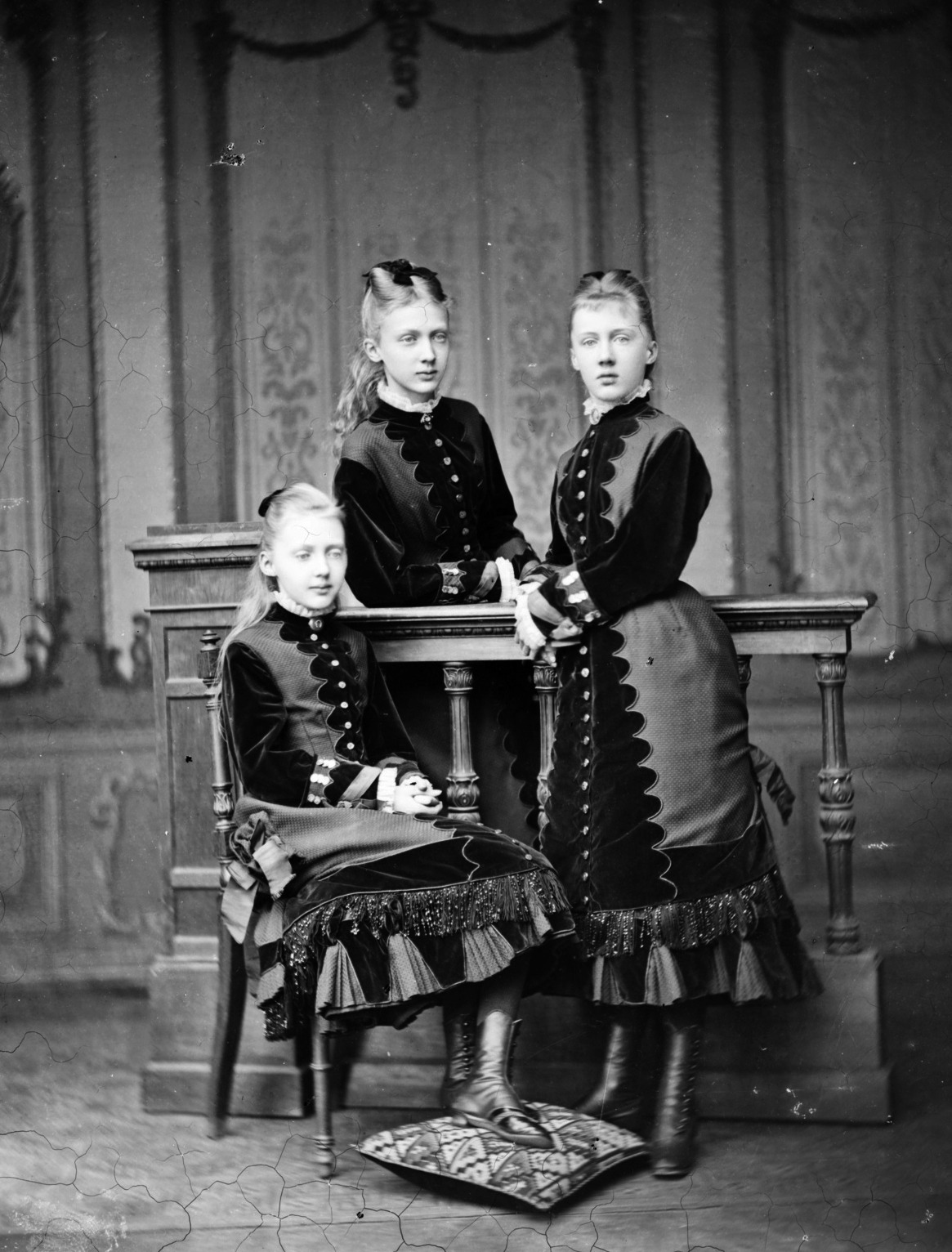
Маргарита, Марія Анна та Єлизавета, світлина 1878 року

 Саксен-Альтенбургом в той час правив їхній дядько Ернст I, який не мав спадкоємців чоловічої статі. Передбачалося, що після його смерті герцогство перейде до принца Моріца та його нащадків. Сімейство мешкало в Палаці Принца в Альтенбурзі.
Вже ставши дорослою жінкою, Єлизавета відмічала різницю у прихильності своїх дітей із власною до батьків, зазначаючи, що в дитячому віці боялася навіть підходити до дверей у материнські покої. Отримала освіту з акцентом на релігію, французьку мову, класичну літературу та гру на фортепіано. Її батько активно співпрацював з Червоним Хрестом.
У червні 1882 року вперше зустріла великого князя Костянтина Костянтиновича під час його короткого візиту до Альтенбургу з приводу похорону її меншої сестри Марії Маргарити. Він був троюрідним братом імператора Олександра III та її віддаленим родичем. Романов був зачарований шармом та елегантністю манер принцеси і присвячував їй свої вірші. Єлизавету він також вразив під час першої зустрічі. Зрідка вони листувалися. Батьки дівчини були проти цього союзу, оскільки знали про негаразди в родинному житті батьків Костянтина: матір юнака мешкала в Павловську, в той час як батько жив у фактичному шлюбі з балериною Кузнецовою. Однак, за два роки, під час візиту Єлизавети з сім'єю до Петербургу, було оголошено про їхні заручини. Нареченій дозволили зберегти лютеранське віросповідання, хоча родина Костянтина прагла схилити її до православ'я.

### Шлюбне життя
У 19 років Єлизавета взяла шлюб із 25-річним великим князем Костянтином Костянтиновичем. Вінчання пройшло 15 (27) квітня 1884 року у церкві Зимового палацу Петербурга. Церемонію проводив протопресвітер Янишев. За кілька днів Костянтин писав: «Вона моя дружина. Я давно не був такий щасливий … Ми ні сорому, ні сором'язливості не відчували, а стали набагато ближчими один до одного, ніж раніше». В Росії велику княгиню стали називати Єлизавета Маврикіївна.
За півтора місяці після їхнього весілля узяв шлюб із німецькою принцесою один із троюрідних братів Костянтина, Сергій Олександрович. Разом із дружиною Костянтин навідував молодят у маєтку Ільїнське під Москвою, де всі разом відпочивали на природі та займалися постановкою вистав свого аматорського театру.
Зрештою пара оселилася на першому поверсі Мармурового палацу, розташованому на 1-му Адміралтейському острові у центрі столиці, родинному гнізді Костянтина. У палаці жив також його менший брат Дмитро, відомий своїми жінконенависними поглядами. Втім, за кілька років він переїхав до власного будинку на Адміралтейській набережній. Літо подружжя проводило у Павловську, де мало палац, або в Стрельні.

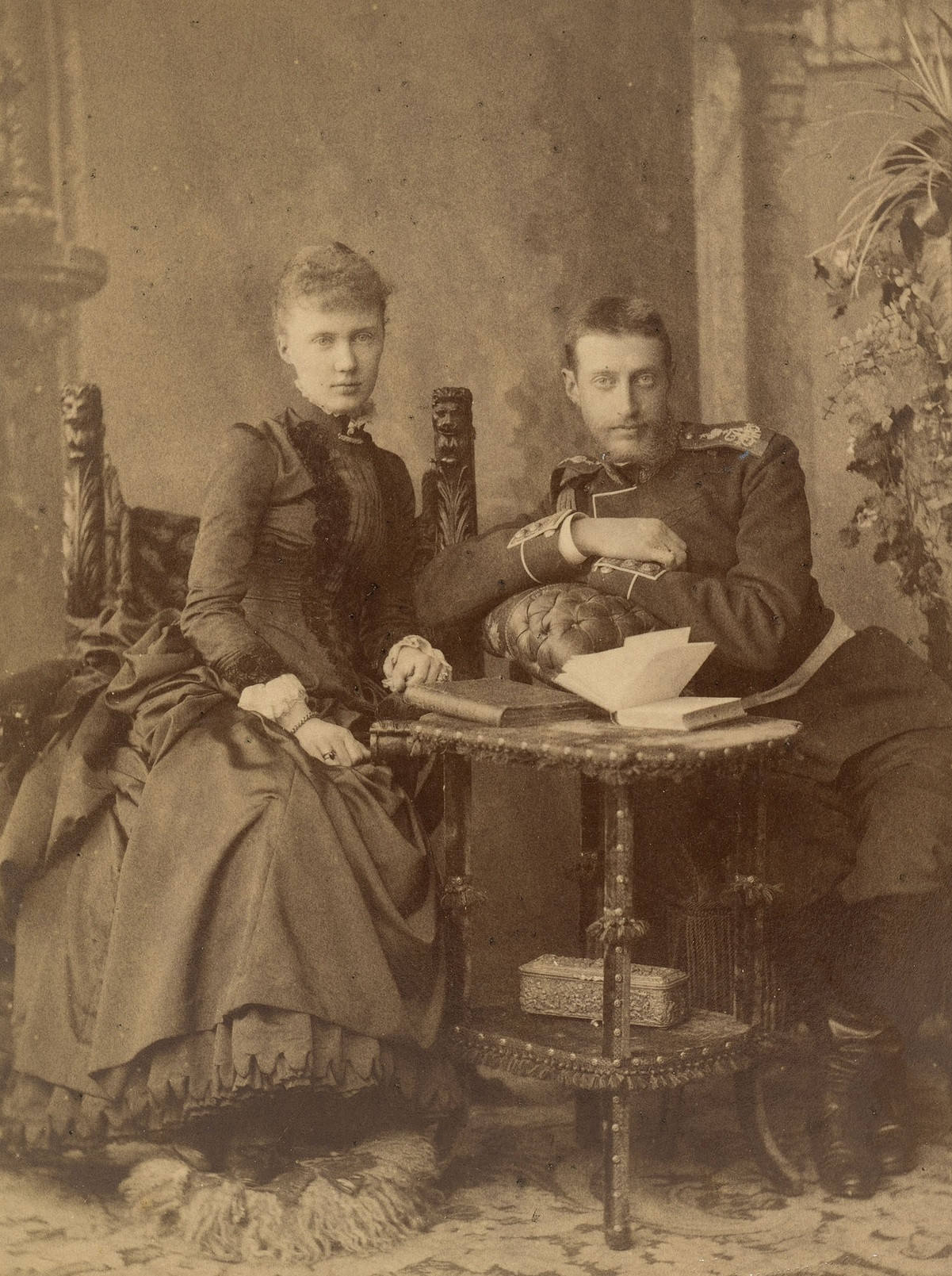
Із чоловіком, 1894

Костянтин на момент весілля перебував у чині штабс-капітана, з часом дослужився до генерала. З юності він був схильний до гомосексуальності, однак прагнув перебороти його, вважаючи гріхом та страждаючи від докорів сумління. Протягом кількох років йому вдавалося приборкувати потяг до чоловіків, свої переживання він детально описував у щоденниках. Про гомосексуальність чоловіка Єлизавета не знала.
Хоча велика княгиня віддано кохала чоловіка та старанно вивчала російську мову, Костянтин, відомий як творча людина, був перший час не надто задоволений сімейним життям. За кілька місяців після весілля між подружжям настало охолодження. Костянтин писав про Єлизавету:
|  | «Зі мною у неї рідко бувають справжні розмови. Вона зазвичай розповідає мені загальні місця. Треба багато терпіння. Вона вважає мене набагато вищим за себе та дивується моїй довірливості. В ній є загальна для Альтенбурзького сімейства підозрілість, безмежна боязкість, порожнеча та прихильність до новин, не вартих уваги. Чи перероблю я її на свій лад коли-небудь?» |

Однак за півтора року після весілля Костянтин писав про подружнє життя зовсім інше: «Я ніколи не думав, що воно поллється так тихо і радісно». Єлизавета ніколи не втручалася в його справи, турботливо доглядала чоловіка під час частих хвороб, намагалася створити сприятливу обстановку для його занять. Сучасники змальовували шлюб як щасливий та гармонійний.
Чоловік ласкаво кликав Єлизавету Іленька (Ліленька), Романови при дворі віддавали перевагу прізвиську Мавра.
За два роки після вінчання Єлизавета народила первістка, якому Костянтин дуже зрадів. Всього у подружжя було дев'ятеро дітей.

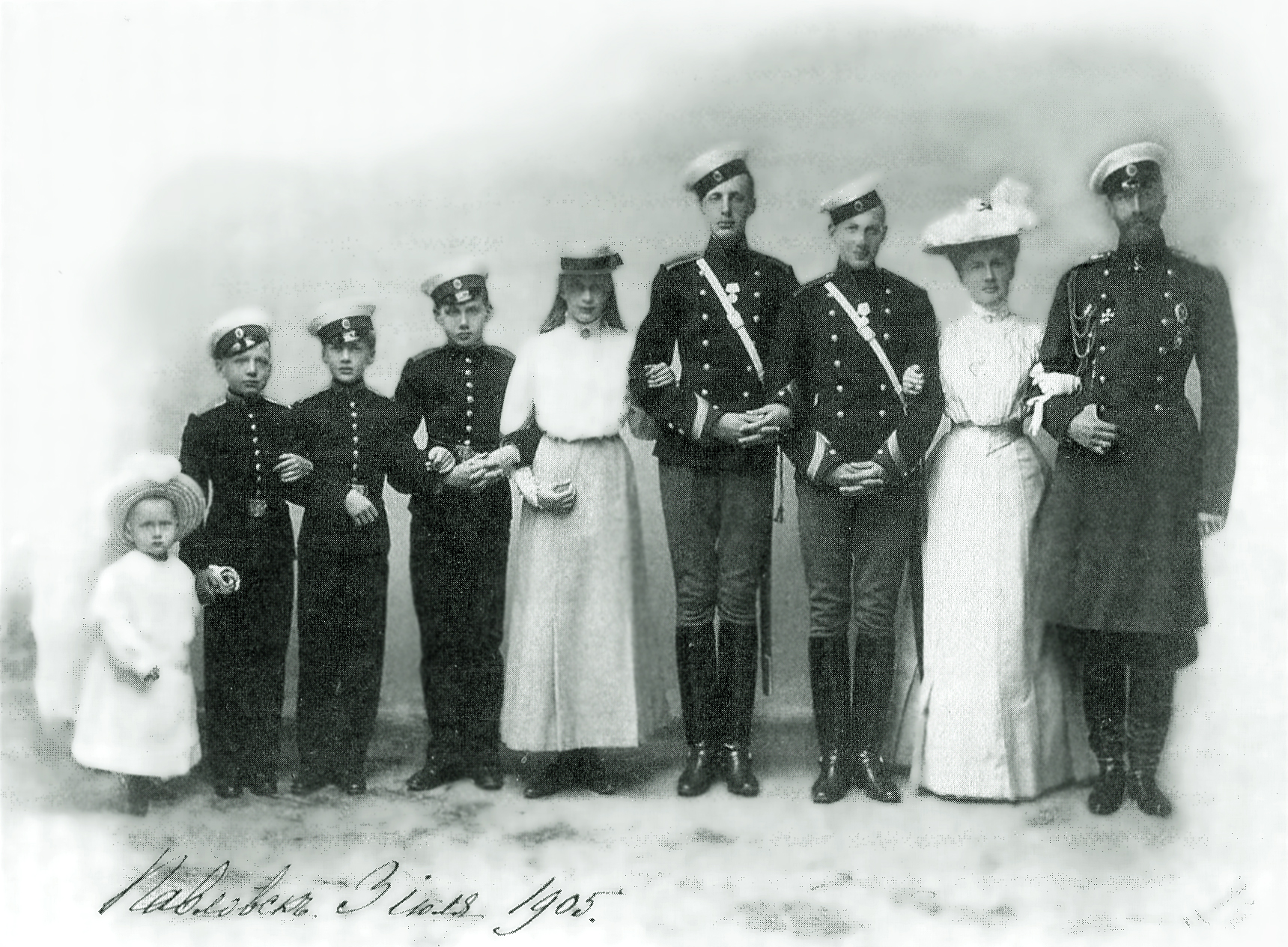
Родина Єлизавети, 1905

Велика княгиня активно займалася благодійністю, була попечителькою Імператорського Жіночого патріотичного товариства. Цікавилася мистецтвом, організовувала виставки сучасних їй художників на користь бідних і хворих дітей. З початку 1900-х років Товариство піклування про бідних і хворих дітей, що знаходилося під її державним заступництвом, ввело в обіг споживчі книжки, які видавалися у всіх великих містах Росії; в книжках перераховувалися фірми, що зобов'язувалися робити знижки при продажу товарів за готівковий розрахунок.
Резиденція подружжя стала центром культурного життя столиці: в залах Мармурового палацу проходили музичні вечори, на яких збирався інтелектуальний цвіт Петербургу, читалися й обговорювалися кращі твори іноземних та російських авторів, ставилися вистави, в яких брала участь вся родина.
Матір Костянтина невістці не надто симпатизувала, прагла її перевиховувати та робила зауваження, до онуків була практично байдужою. Втім, з часом відносини між ними налагодилися. Серед інших Романових Єлизавета мала популярність, добрі стосунки в неї склалися з імператором Миколою II.
Бажаючи познайомити дітей зі справжнім руським побутом, Єлизавета та Костянтин зняли маєток «Приски» на березі річки Жиздра поблизу Оптіної пустині та монастиря Шамордіно. Там вони провели час з травня до жовтня 1901 року. Велика княгиня після бесіди з настоятелькою Шамордіно створила в найближчих селах ясла для дітей простого люду.
Восени 1903 року Костянтин Костянтинович придбав маєток Осташево на березі річки Руза в Московській губернії, який дуже сподобався Єлизаветі. З того часу вони подовгу мешкали там, ведучи тихе життя та вирощуючи дітей.
Зими 1912—1913 та 1913—1914 років подружжя провело в Єгипті, де Костянтин відновлював здоров'я.
Влітку 1914 року Єлизавета з чоловіком та молодшими дітьми гостювала в Німеччині. З початком Першої світової війни вони були змушені залишити країну. Неподалік кордону їхній потяг було затримано. Великій княгині вдалося врятувати ситуацію, відправивши термінову телеграму імператриці Августі Вікторії. П'ятеро її старших синів відразу пішли на фронт. Один із них, Олег, помер від поранення у Вільно. За кілька місяців пішов з життя Костянтин Костянтинович.
Після смерті чоловіка в 1915 році Єлизавета часто гостювала в Павловську на дачі свого сина Іоанна. Родина мала серйозні фінансові проблеми, оскільки втратила щорічні виплати з казни, встановлені Костянтину як онукові імператора у розмірі 150 тисяч рублів. Відповідно духовного заповіту великого князя Єлизавета отримала в довічне користування його капітал і все нерухоме майно. Аби якось поліпшити матеріальну ситуацію, 24 лютого 1916 велика княгиня «в інтересах своїх любих дітей» відмовилася від належних їй за заповітом прав довічного володіння та спадкових прав на все майно чоловіка, залишивши лише право володінням Мармуровим палацом в Петрограді, куди вона з молодшими дітьми перебралася з Павловська. Також їй залишилися 20 тисяч рублів грошового утримання з казни.
Після Жовтневої революції з членів імператорської родини була взяти підписка про невиїзд.
У травні 1918 року родина була виселена з Мармурового палацу. Велика княгиня мешкала у квартирі в будинку Жеребцова на Палацовій набережній. У липні загинули троє з її синів, вивезені більшовиками до Сибіру, однак звістку про це Єлизавета отримала вже в еміграції. Через нестачу грошей вона була змушена продавати своє майно.

### Еміграція з Росії

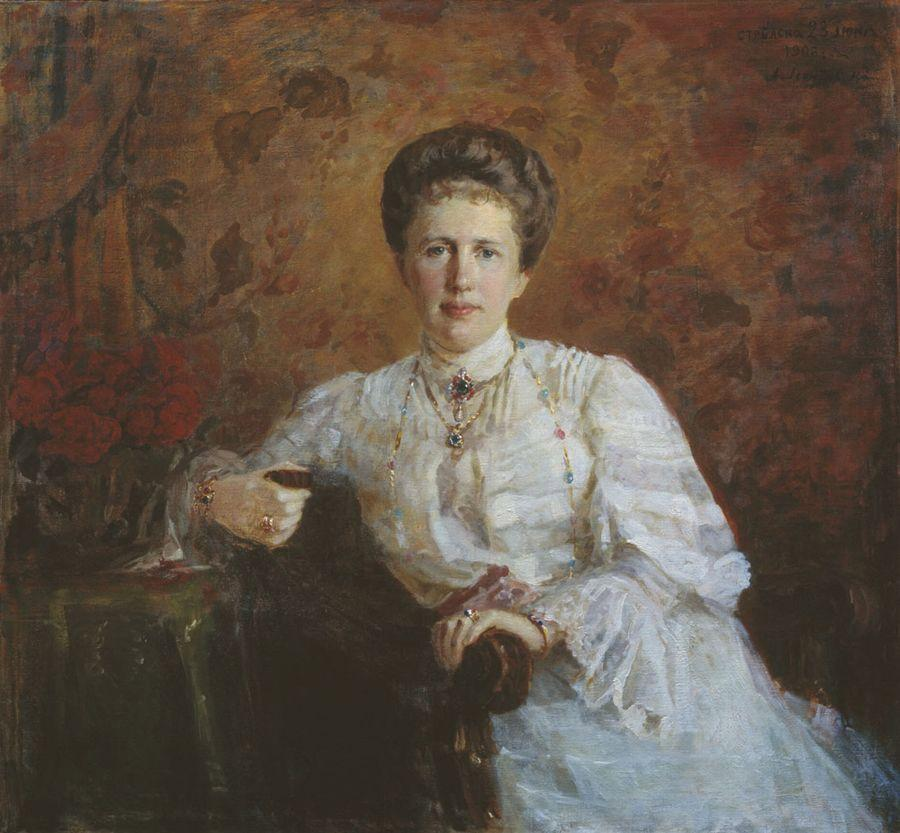
Єлизавета на портреті О. М. Леонтовського

У жовтні 1918 року велика княгиня отримала дозвіл залишити країну. Кожен із членів родини міг взяти з собою лише одну скриню, вивозити золото та срібло заборонялося. Єлизавета передбачливо попросила вивезти родинні цінності шведських дипломатів. Разом із ними сім'я відпливла на пароплаві «Онгерманланд» з Петрограду до Ревеля, а звідти — до Стокгольму через Гельсінкі та Марієгамн. З Єлизаветою були молодші діти, Георгій і Віра, та двоє старших онуків. До Швеції вона прибула за запрошенням королеви Вікторії, яка за походженням також була німецькою принцесою. В порту Стокгольма їх зустрічав кронпринц Густав Адольф. За місяць до сусідньої Фінляндії був вивезений з Петрограду її син Гавриїл.
Протягом наступних двох років велика княгиня з нащадками мешкала у Стокгольмі та Сальтшебадені, де до них приєдналася її невістка Єлена. Однак Швеція виявилася надто дорогим місцем для життя, і невдовзі, за запрошенням короля Альберта I, вони перебралися до Бельгії. Пізніше Єлизавета повернулася до Німеччини, де оселилася в Палаці Принца (нім. Prinzenpalais) в Альтенбурзі. Останні роки мешкала разом зі своїм братом Ернстом, який зрікся влади та розлучився з дружиною.
Померла 24 березня 1927 року в Лейпцигу від раку. Була похована у крипті меморіальної церкви герцогині Агнеси в Альтенбурзі. У 1939 році її тіло перепоховали у гробниці герцога Ернста у Троккенборн-Вольферсдорфі. У заповіті велика княгиня висловлювала бажання бути похованою у Росії поруч із чоловіком, коли це стане можливим.

## Патронаж
В Росії велика княгиня була учасницею та патроном кількох благодійних організацій:
- Імператорське Жіноче патріотичне товариство (член ради),
- Товариство піклування про бідних і хворих дітей (покровителька від 1893 року),[23]
- Санкт-Петербурзька Рада дитячих притулків Відомства установ імператриці Марії (голова),
- Товариство допомоги бідним жінкам у Санкт-Петербурзі (покровителька),
- Санкт-Петербурзьке товариство «Ясла» (покровителька),
- Товариство для допомоги постраждалим від пожежного лиха у Санкт-Петербурзі (покровителька),
- Попечительство про глухонімих (покровителька),
- Попечительство про трудову допомогу (покровителька),
- Дитячий притулок великої княгині Олександри Миколаївни (покровителька від 1911 року),
- Дитячий притулок Єлизавети та Марії в Павловську (покровителька).[24]

## Нагороди
- Великий хрест ордену Святої Катерини (Російська імперія) (29 січня 1884).

## Родина
Чоловік — Костянтин Костянтинович Романов
Діти:
- Іоанн (1886—1918) — флігель-ад'ютант російської армії, був одружений із принцесою Єленою Сербською, мав сина та доньку, загинув у Алапаєвську;
- Гавриїл (1887—1955) — флігель-ад'ютант російської армії, був двічі одруженим, дітей не мав;
- Тетяна (1890—1979) — була двічі одружена, мала двох дітей від першого шлюбу;[25]
- Костянтин (1891—1918) — капітан лейб-гвардії Ізмайловського полку, існували плани щодо його шлюбу з принцесою Єлизаветою Румунською, які не були здійсненими, одруженим не був, дітей не мав, загинув у Алапаєвську;[19]
- Олег (1892—1914) — корнет лейб-гвардії Гусарського полку, був зарученим із Надією Петрівною Романовою, одруженим не був, дітей не мав, загинув на території Литви під час Першої світової війни;
- Ігор (1894—1918) — штабс-ротмістр російської армії, одруженим не був, дітей не мав, загинув у Алапаєвську;
- Георгій (1903—1938) — одруженим не був, дітей не мав;
- Наталія (березень—травень 1905) — прожила 2 місяці;
- Віра (1906—2001) — працювала в Червоному Хресті, мешкала у Німеччині та США, одружена не була, дітей не мала.